# حارة جمال (خور مكسر)
حارة حي جمال هي إحدى حارات حي الجلاء الواقع بمديرية خور مكسر التابعة لمحافظة عدن، بلغ تعداد سكانها 819 نسمة حسب تعداد اليمن لعام 2004.